# Omicron
Omicron är ett släkte av steklar. Omicron ingår i familjen Eumenidae.

## Dottertaxa tillOmicron, i alfabetisk ordning[1]
- Omicron acapulcense
- Omicron aequale
- Omicron aggressor
- Omicron atrata
- Omicron aurantiopictum
- Omicron auropilosum
- Omicron aviculum
- Omicron belti
- Omicron cingulatus
- Omicron conclamatum
- Omicron criticum
- Omicron deminutum
- Omicron deplanatum
- Omicron elephas
- Omicron flavonigrum
- Omicron foxi
- Omicron furiosum
- Omicron garrulum
- Omicron globicolle
- Omicron gondwanianum
- Omicron graculum
- Omicron gribodoide
- Omicron histrionicum
- Omicron lacerum
- Omicron laevis
- Omicron lubricum
- Omicron lustratum
- Omicron microscopicum
- Omicron minutum
- Omicron nanum
- Omicron notabile
- Omicron nymphale
- Omicron opifex
- Omicron paranymphum
- Omicron paraspegazzinii
- Omicron procellosum
- Omicron propodeale
- Omicron pusio
- Omicron reguloide
- Omicron regulum
- Omicron reliquum
- Omicron rubefactum
- Omicron rubellulum
- Omicron ruficolle
- Omicron rufiscutum
- Omicron rusticum
- Omicron spegazzinii
- Omicron splendens
- Omicron tegulare
- Omicron thoracicum
- Omicron totonacum
- Omicron tuberculatum
- Omicron vexatum
- Omicron ypsilon